# Loïc Guillon
Pour les articles homonymes, voir Guillon (homonymie).
Loïc Guillon est un footballeur français né le 11 janvier 1982 à Limoges. Il évolue au poste de défenseur central.
Formé au FC Nantes, où il évolue durant cinq saisons en Ligue 1 et une saison en Ligue 2, il porte le maillot des Canaris à 169 reprises avant de quitter les rives de l'Erdre en 2009. Il passe ensuite l'intégralité de sa carrière dans des clubs du nord-ouest de la France: Angers SCO, Vannes OC, USJA Carquefou, Luçon VF, USSA Vertou, avant de mettre un terme à sa carrière de joueur en 2018.

## Biographie
Loïc Guillon joue son premier match en Ligue 1 le 2 août 2003, lors d'un déplacement face au FC Sochaux (2-1).
Au cours de la saison 2004-2005, il se fait une place dans la charnière centrale nantaise, après les départs consécutifs de Mario Yepes, Nicolas Gillet et Sylvain Armand. Il est devenu par défaut, durant la saison 2005-2006, l'un des piliers incontournables de la défense canarie notamment aux côtés de son ami Pascal Delhommeau.
Il reprend le brassard de capitaine de Mickaël Landreau parti au PSG, pour la saison 2006-2007. Brassard qu'il ne gardera que quelques mois jusqu'au licenciement de son entraineur Serge Le Dizet, payant outre les mauvais résultats du club, les reproches sur son manque de charisme et son absence d'autorité[réf. souhaitée]. Le nouveau technicien Georges Eo désigne alors Alioum Saidou puis Mauro Cetto comme capitaines du club. Le successeur de Georges Eo, son adjoint Michel Der Zakarian, maintient Mauro Cetto comme capitaine jusqu'à la relégation du club en Ligue 2. 
Avant la fin du championnat et la relégation en Ligue 2, il est l'un des rares joueurs de l'effectif à déclarer vouloir poursuivre avec le club, même dans l'antichambre de l'élite. Conformément à son engagement et malgré des sollicitations, il est resté au club sans réussir cependant à y briguer une place de titulaire, notamment à cause de blessures l'ayant handicapé durant la saison.
En janvier 2009, bien que n'étant pas titulaire au FC Nantes, il refuse des sollicitations du Stade de Reims et du Vannes OC ainsi que d'un club grec.
En juin 2009, après avoir résilié son contrat à l'amiable il s'engage pour trois ans au Vannes OC.

## Carrière
- 1998-1999 : FC Nantes (au centre de formation)
- 2003-2009 : FC Nantes
- 2009-2011 : Vannes OC
- 2011-2014 : US Jeanne d'Arc Carquefou
- 2014-2015 : SCO Angers[2]
- Depuis 2015 Luçon

## Palmarès
Il est finaliste de la coupe de la Ligue 2004 avec le FC Nantes battu par le FC Sochaux et finaliste de la coupe de la Ligue 2009 avec le Vannes Olympique Club, battu par les Girondins de Bordeaux.